# Ludwik z Tuluzy
Ludwik z Tuluzy OFM, właśc. fr. Louis d'Anjou, it. San Ludovico lub Luigi di Tolosa (ur. 9 lutego 1274 w Brignoles lub Nocera Inferiore, zm. 19 sierpnia 1297) – francuski franciszkanin, najmłodszy biskup w historii Kościoła, święty katolicki. Członek bocznej linii dynastii Kapetyngów, trzecie dziecko Karola II Andegaweńskiego, króla Sycylii oraz Marii Węgierskiej. Brat Karola Martela, Małgorzaty Andegaweńskiej, Roberta I Mądrego, Filipa z Tarentu, Blanki Andegaweńskiej, Jana, Tristana, Eleonory Andegaweńskiej, Marii Andegaweńskiej, Piotra Tempesty, Jana z Durazzo (hrabiego Graviny) i Beatrycze Andegaweńska.

## Życiorys
Według niektórych historyków, Ludwik nie urodził się w Prowansji, lecz w zamku na Wzgórzu św. Andrzeja (wł. Collina di Sant'Andrea) w Nocera Inferiore w Kampanii. Karol Andegaweński był w tym okresie zarówno księciem Prowansji, jak i Salerno. Zarówno starszy brat Ludwika Karol Martel Andegaweński, jak i jego matka Maria Węgierska często przebywali w tej rezydencji. W 1288 Ludwik i dwaj jego bracia zostali zakładnikami Piotra IV Aragońskiego. Przebywali w Barcelonie. Pobyt w Aragonii trwał do 1294. W tym czasie przyszły biskup zetknął się z franciszkanami, korespondował z Piotrem Janem Olivi. Po opuszczeniu Hiszpanii Ludwik przyjął tonsurę oraz tzw. święcenia niższe, na co udzielił mu pozwolenia papież Celestyn V. Mianowany biskupem Lyonu, nigdy nie objął swojej stolicy biskupiej. W 1295 Bonifacy VIII mianował go biskupem Tuluzy. Rok później Ludwik wstąpił do Zakonu Braci Mniejszych, składając śluby zakonne w Rzymie w kościele Ara Coeli. Święcenia kapłańskie przyjął 20 maja 1296 w Neapolu. Nie zważając na protesty rodziny, zrezygnował z prawa do sukcesji. Mimo złego stanu zdrowia, chorował na gruźlicę, odbył podróż do Rzymu, gdzie wziął udział w kanonizacji króla Ludwika IX, który był bratem jego dziadka. W Tuluzie przebywał zaledwie kilka miesięcy w 1297. Pośredniczył w sporze między Jakubem II Aragońskim a hrabią de Foix. Zmarł po powrocie z Katalonii 19 sierpnia 1297 w Brignoles, mając zaledwie 23 lata. Został pochowany w kościele franciszkanów w Marsylii. W 1423 relikwie św. Ludwika jako łup wojenny Alfonsa V Aragońskiego trafiły do Katedry pw. Wniebowzięcia Najświętszej Maryi Panny w Walencji. Król Hiszpanii Ferdynand VI Burbon zwrócił je jednak Francji.

## Hipotezy dotyczące miejsca narodzin
Część źródeł sugeruje włoskie pochodzenie św. Ludwika biskupa. Jednym z pierwszych jest Annales Minorum irlandzkiego historyka franciszkanina Luke'a Wadding'a z lat 1625-1654. Wadding wymienia Nocerę jako miejsce narodzin świętego. Zapewne opierając się na Annales, informację tę powtórzył w 1686 Pietro Rodolfo, autor Historia Seraphicae Religionus.

W jednym z dokumentów z Biblioteca Brancacciana (Biblioteca Nazionale Vittorio Emanuele III w Neapolu), cytowany jest dwuwiersz z Bazyliki św. Klary w Neapolu, przypisywany Robertowi I Mądremu, młodszemu bratu św. Ludwika biskupa:

Cieszy się ród węgierski, mając tak sławetnego syna,
bogata skała Nocery narodzinami tego błogosławionego.

Tradycja narodzin św. Ludwika w Nocera jest tak żywa, iż w klasztorze Matki Bożej Anielskiej w Nocera Superiore święty biskup przedstawiony jest w geście wskazującym Wzgórze św. Andrzeja jako miejsce swoich narodzin. Obecnie historycy nie akceptują tej teorii.

## Kult

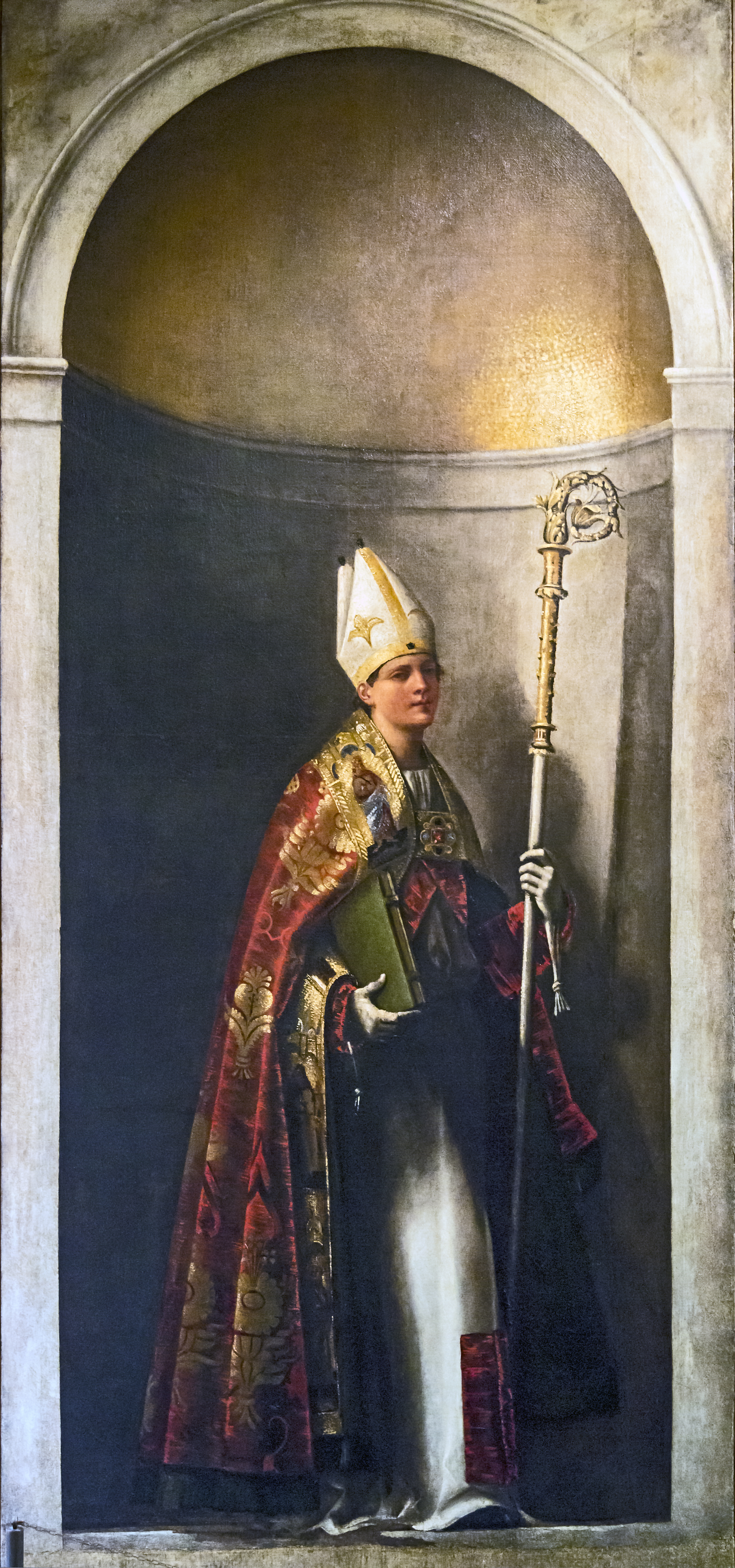
Ludwik z Tuluzy

Proces kanonizacyjny Ludwika z Tuluzy wszczął papież Klemens V w 1307, zaś kanonizował go 7 kwietnia 1317 papież Jan XXII. W Kościele katolickim wspomnienie liturgiczne świętego Ludwika biskupa obchodzone jest 19 sierpnia. Święty czczony jest w klasztorach swojego zakonu.
Kult na terenie Węgier wprowadzał w średniowieczu król Karol Robert z rodu Andegawenów, bratanek Ludwika.  W Lipovej w Siedmiogrodzie wzniósł kościół i klasztor na cześć swego krewnego. Król ten nadał na chrzcie imię św. Ludwika z Tuluzy swojemu najstarszemu synowi Ludwikowi Węgierskiemu, późniejszemu królowi Polski.
W Marano di Napoli we Włoszech istnieje kult w kościele dedykowanym świętemu. Kult żywy jest też w Walencji i w Marsylii w kościele Saint-Ferreol-le-Augustin. W Serravalle Pistoiese w Toskanii św. Ludwik biskup czczony jest jako protektor, dzięki któremu zamek uratowany został od najazdu w wieku XIV. Według miejscowej tradycji, Ludwik wraz z braćmi miał zatrzymać się w Serravalle, podróżując do Motrone, gdzie wsiadł na statek do Katalonii.
Św. Ludwik czczony jest również w Huamantla w Meksyku oraz w San Luis Obispo w Stanach Zjednoczonych. Nazwa miasta San Luis Obispo została nadana na cześć świętego biskupa przez misjonarzy franciszkańskich w XVIII wieku − Misión de San Luis Obispo de Tolosa.

## Sztuka
Św. Ludwika przedstawili na swoich obrazach i w rzeźbie:
- Simone Martini, Święty Ludwik z Tuluzy koronujący Roberta Andegaweńskiego (1317, Museo di Capodimonte w Neapolu)
- Ugolino di Nerio, Św. Ludwik z Tuluzy (ok. 1320)
- Donatello, Św. Ludwik z Tuluzy (rzeźba z lat 1421-1425, Kościół Santa Croce we Florencji, muzeum)
- Antonio Vivarini, Św. Ludwik z Tuluzy (ok. 1450, Luwr)
- Bartolomeo Vivarini, Św. Ludwik z Tuluzy (ok. 1465, Galeria Uffizi we Florencji)